# Списак борби Југословенске војске у отаџбини
Борбе остатака Југословенске војске против окупационих снага настављене су одмах после капитулације у Априлском рату 1941. године, најпре у виду четничких акција. По избијању грађанског рата на јесен исте године, долази и до сталних сукоба са партизанима.

## Списак борби
| Датум                  | Место              | Борба                    | Снаге | Командант(и)                                                               | Непријатеље      | Резултат                                                                           |
| ---------------------- | ------------------ | ------------------------ | --- | -------------------------------------------------------------------------- | ---------------- | ---------------------------------------------------------------------------------- |
| 31. август 1941.       | Лозница            | Битка за Лозницу         | Јадарски четнички одред | Веселин Мисита                                                             | Трећи рајх       | Ослобођење града                                                                   |
| 1–6. септембар 1941.   | Бања Ковиљача      | Битка за Бању Ковиљачу   | Јадарски и Церски четнички одред у садејству са партизанима (4. чета Поцерског батаљона и Ударна чета Подринског НОП одреда) | Драгослав Рачић                                                            | Трећи рајх · НДХ | Ослобођење града                                                                   |
| 2–4. септембар 1941.   | Крупањ             | Битка за Крупањ          | Војно-четнички одред Зечевић—Мартиновић у садејству са партизанима (делови Ваљевског НОП одреда) | Влада Зечевић, Ратко Мартиновић                                            | Трећи рајх       | Ослобођење града                                                                   |
| 23. септембар 1941.    | Крушевац           | Битка за Крушевац        | Расински и Сталаћки четнички одред у садејству са партизанима (Расински НОП одред) | Драгутин Кесеровић, Милутин Радојевић                                      | Трећи рајх       | Неуспешна опсада, стрељање цивила у одмазди                                        |
| 29. септембар 1941.    | Горњи Милановац    | Битка за Горњи Милановац | Таковски четнички одред у садејству са партизанима (Љубићки и Таковски батаљон Чачанског НОП одреда) | Звонимир Вучковић                                                          | Трећи рајх       | Ослобођење града                                                                   |
| 1. октобар 1941.       | Чачак              | Ослобођење Чачка         | Јелички четнички одред у садејству са партизанима (Чачански НОП одред) | Богдан Марјановић                                                          | Трећи рајх       | Ослобођење града                                                                   |
| 9–31. октобар 1941.    | Краљево            | Опсада Краљева           | Јелички четнички одред, Буковички четнички одред, Ибарски четнички одред, Жички, Чачански, Љубићки, Конаревски, Котленички, Витановачки, Душана Ђоровића, Гледићки, Сирчански, Трстенички и Расински четнички одред, као и Чета смрти у садејству са партизанима (пет НОП одреда) | Јован Бојовић, Јован Дерок                                                 | Трећи рајх       | Неуспешна опсада, масакр цивила у знак одмазде                                     |
| 2. новембар 1941.      | Трешњица код Ужица | Битка на Трешњици        | Рибашевски, Пожешки и Златиборски четнички одред, сеоске чете | Вучко Игњатовић                                                            | НОВЈ             | Четници одбачени од Ужица                                                          |
| 11–12. септембар 1943. | Пријепоље          | Битка за Пријепоље       | Први и Други милешевски корпус | Војислав ЛукачевићРудолф Перхинек                                          | Трећи рајх       | Ослобођење града                                                                   |
| 5. октобар 1943.       | Вишеград           | Битка за Вишеград        | Романијски, Церски, Мајевички, Мачвански и Авалски корпус | Драгослав РачићЗахарије Остојић                                            | Трећи рајх · НДХ | Ослобођење града                                                                   |
| 4–6. април 1945.       | Лијевче поље       | Битка на Лијевчу пољу    | | Павле ЂуришићПетар БаћовићЗахарије ОстојићМилорад М. ПоповићВук Калаитовић | НДХ              | Пораз снага под командом Ђуришића, заробљени одведени и убијени у логору Јасеновац |